# Leptomyrmex
Leptomyrmex es un género de hormigas perteneciente a la subfamilia Dolichoderinae.
Los insectos palo recién nacidos Extatosoma tiaratum imitan a estas hormigas para evitar la depredación.

## Distribución y hábitat
Las 28 especies conocidas y sus subespecies se encuentran solo en Australia, Nueva Guinea y Nueva Caledonia y algunas islas cercanas. Habitan en las sabanas, bosques y selvas tropicales húmedas. La distribución debe haber sido mucho más grande, porque se conocen fósiles encontrados en La Española (aunque podría tratarse de un ejemplar de un género antepasado de éste).

## Especies
Este género contiene las siguientes especies:
- Leptomyrmex aitchisoni
- Leptomyrmex burwelli
- Leptomyrmex cnemidatus
- Leptomyrmex darlingtoni
- Leptomyrmex dolichoscapus
- Leptomyrmex erythrocephalus
- Leptomyrmex flavitarsus
- Leptomyrmex fragilis
- Leptomyrmex garretti
- Leptomyrmex geniculatus
- Leptomyrmex melanoticus
- Leptomyrmex mjobergi
- Leptomyrmex niger
- Leptomyrmex nigriceps
- Leptomyrmex nigriventris
- Leptomyrmex pallens
- Leptomyrmex pilosus
- Leptomyrmex puberulus
- Leptomyrmex ramorniensis
- Leptomyrmex rothneyi
- Leptomyrmex ruficeps
- Leptomyrmex rufipes
- Leptomyrmex rufithorax
- Leptomyrmex tibialis
- Leptomyrmex unicolor
- Leptomyrmex varians
- Leptomyrmex wiburdi
- †Leptomyrmex neotropicus